# Кусев нос
Кусев нос (на английски: Kusev Point) е морски нос, представляващ северния край на остров Пикуик и западната страна на входа на залива Мисионис в групата острови Пит от островите Биско в Антарктика.

## Местоположение
Разположен е на 1,6 км южно от остров Сойър и на 1,6 км в посока запад-северозапад от нос Плакудер.
Географски координати на Кусев нос: 65°27′37″ ю. ш. 65°34′23″ з. д. / 65.460278° ю. ш. 65.573056° з. д.

## Картографиране
Картографирането е британско от 1971 година.

## Произход на името
Върхът е наименуван на митрополит Методий Кусев (1838 – 1922), български духовник и общественик, един от водачите на движението за църковна независимост и национално обединение, направил много за църковно-просветното дело в Македония и Одринско.

## Карти
- British Antarctic Territory: Graham Coast.  Scale 1:200000 topographic map.  DOS 610 Series, Sheet W 65 64.  Directorate of Overseas Surveys, UK, 1971.
- Antarctic Digital Database (ADD). Scale 1:250000 topographic map of Antarctica. Scientific Committee on Antarctic Research (SCAR). Since 1993, regularly upgraded and updated.